# Heinrich Fischer (Politiker, 1812)
Heinrich Fischer (* 29. Januar 1812 in Wiesbaden; † 20. Juni 1883 ebenda) war ein deutscher Buchhändler, Verleger und Politiker (gemäßigter Demokrat). Er war vom 15. Januar 1849 bis 22. Juli 1868 Bürgermeister von Wiesbaden.
Heinrich Fischer wurde als Sohn des Skribenten und Hospitalverwalters Christian Wilhelm Fischer geboren. In seiner Heimatstadt war Heinrich Fischer als Buch- und Landkartenhändler tätig. Daneben wirkte er als Mitherausgeber der Freien Zeitung.